# Селекција
Селекција је схватање еволуциониста да се развој врста и усавршавање организама врши кроз природно одабирање способних за опстанак. У друштвеним наукама и социјалном раду, то је одабир или разврставање особа или њихових способности по неком, унапред утврђеном критеријуму. Сврха селекција у наведеном смислу је прагматична и најчешће служи за утврђивање могућности којима се појединцима може пружити помоћ у избору облика школовања, учења или оснаживања неке посебне вештине. У терапијском смислу служи за избор приоритета и облика стручне помоћи онима којима је она неопходна, сходно њиховим потребама.